# Edmund Allenby
Edmund Henry Hynman Allenby GCB GCMG GCVO (Brackenhurst, Nottinghamshire, 23 d'abril del 1861 – Londres, 14 de maig del 1936) fou el primer Vescomte Allenby i Mariscal de camp britànic i administrador, més famós pel seu paper durant el Primera Guerra Mundial, en el qual va dirigir la Força Expedicionària Egípcia en la conquesta de Palestina i Síria el 1917 i 1918.
Allenby, anomenat el "Brau Sagnant", fou descrit per Archibald Wavell, un mariscal de camp britànic durant la Segona Guerra Mundial que havia servit sota Allenby, com un home intel·ligent, preocupat i un consumat soldat professional. T. E. Lawrence ("Lawrence d'Arabia"), els esforços del qual amb la rebel·lió Àrab van rebre el suport d'Allenby, pensava de manera similar: "(Era) físicament gran i segur, i moralment tan gran que la comprensió de la nostre petitesa li arribava a poc a poc". Allenby fou (discutidament) un dels comandants britànics més reeixits de la guerra, utilitzant estratègies que va desenvolupar a partir de les seves experiències les Guerres Bòer i al Front Occidental per a les seves campanyes palestines de 1917–1918. La seva direcció de la Batalla de Megiddo (1918) en particular, amb el seu ús brillant d'avions, infanteria, i cavalleria mòbil, és considerada per molts com precursores de la tàctica de Blitzkrieg tan àmpliament emprada per Alemanya durant la Segona Guerra Mundial.

## Joventut i servei actiu
Allenby es va educar al Haileybury College. No tenia cap gran desig de ser un soldat, i intentava ingressar al Servei Civil Indi, però va suspendre l'examen d'entrada dues vegades. El 1880 va fer l'examen per al Col·legi Militar Reial de Sandhurst i va quedar cinquè entre 110 aspirants. Després de deu mesos a Sandhurst, en va passar dotze fora i fou assignat al 6è de dragons el 1881.
El 1882, va anar amb el seu regiment a Sud-àfrica, i va servir a Protectorat de Betxuanalàndia de 1884-1885 amb deures de patrulla, i llavors a Zululàndia el 1888. El 1889, com a capità, se'l va nomenar ajudant del regiment, responsable de l'assistència, disciplina i rutina de la unitat i aviat guanyava una reputació d'estricte. Retornà a la Gran Bretanya el 1890 amb la seva unitat, que fou enviada a Brighton, i durant aquest temps el regiment es limitava a formació i altres obligacions rutinàries. El 1893, el temps d'Allenby com ajudant van arribar al final, i el 1894 feia - i fracassava - l'examen d'entrada al Col·legi d'Estat Major de Camberley. No es va rendir i va fer l'examen una altra vegada el següent any en vint-i-unè lloc, sent l'únic membre de la cavalleria per ingressar a l'estat major en competència i el primer oficial del seu regiment que ho va aconseguir. El mateix dia, el capità Douglas Haig (després primer earl Haig) del 7è d'hússars també ingressava al Col·legi d'Estat Major, per bé que no fent un examen, i així començava una rivalitat entre els dos que va durar fins a la Primera Guerra Mundial. Diferents de caràcter, Haig i Allenby van treballar durament al Col·legi d'Estat Major, encara que l'últim era més popular entre els oficials, fins i tot sent nomenat Mestre dels Dragònides. Mentre que Haig estava interessat en poques coses fora d'afers militars, Allenby ja havia desenvolupat una passió per la poesia, ornitologia, viatges i botànica. La lectura d'avaluació diu: 
"Aquest oficial té suficientment bones habilitats i sentit comú molt pràctic. En tot el seu treball el sentit pràctic del tema apareix sempre i és mantingut a la vista; i mentre el tema o situació caigui dins del seu coneixement, el tracta ràpidament i minuciosament. En matèries en què no és tan expert no és gaire bo parlant i no entra en els detalls. Té energia, bon judici i decisió ràpida, i és un pensador segur i un escriptor. És actiu i un bon soldat, i té el poder d'influència que exerceix en altres i els fa fer una nona feina"
Abans de deixar el Col·legi d'Estat Major el 19897 fou ascendit a Comandant Major i es va casar amb Miss Mabel Chapman, la filla d'un terratinent de Wiltshire. El 1898, Allenby es va incorporar a la 3a Brigada de Cavalleria, llavors servint a Irlanda com el Comandant de Brigada.

## Guerra Bòer
En esclatar la Segona Guerra Bòer, Allenby va retornar al seu regiment i els soldats foren embarcats a Queenstown abans de desembarcar a Ciutat del Cap, Sud-àfrica l'11 de desembre 1899, durant la 'Setmana Negra' en què l'exèrcit britànic patia derrotes a les batalles de Colenso, Magersfontein i Stormberg. Allenby fou nomenat segon en comandaments dels "Inniskillings" i enviat a Naauwpoort Junction per unir-se a la divisió de cavalleria del major general John French (després 1r Earl d'Ypres). Defensant la frontera del nord del Cap, la divisió de French emprava la tàctica de fustigar i amenaçar els flancs i el darrere del Bòers mentre no comprometia la seva força en operacions a gran escala. Durant aquest temps Allenby va guanyar reputació per ser un comandant atrevit, a qui es va donar el comandament d'un esquadró de cavalleria, un paper que esqueia a Allenby més que el de segon al capdavant del regiment. En una demostració prop de Colesberg el 14 de gener de 1900, Allenby manava dos esquadrons, dues companyies d'infanteria muntada i una secció d'artilleria amb les que va penetrar les línies bòeres, bombardejant un pont i evitant un intent de l'enemic de tallar el pas de la seva força. No havent patit cap víctima, el contingent d'Allenby retornà havent fet uns quants presoners. El febrer de 1900, la Divisió de cavalleria executava una maniobra embolicadora pel flanc al riu Modder, en la qual l'esquadró d'Allenby va participar. Això va conduir a l'alliberament de Kimberley que havia estat assetjat pel bòers des del principi de la guerra. A Kimberley Allenby va continuar la seva amistat amb Cecil Rhodes, que el va convidar a dinar i va enviar alguns subministraments al seu esquadró. Més tard en el mateix mes, l'esquadró d'Allenby va participar en l'encerclament i captura de la força de Piet Cronje a l'est de Kimberley a Paardeberg. El març de 1900, l'esquadró d'Allenby va fer la càrrega final a Bloemfontein i va aconseguir agafar un cert nombre de "kopjes" al sud de la ciutat. Un mes més tard, el comandant dels Inniskillings va tornar ferit a casa i Allenby va agafar el comandament provisional del regiment, durant el qual principalment va fer missions de comboi. Johannesburg fou ocupada el 31 de maig, i el juny, durant l'avanç cap a Pretòria, Allenby va enfrontar a una partida de bòers a Kalkheuvel Pass després que la divisió de cavalleria va caure en una emboscada. Després de la captura de Pretòria, i durant l'abanç del Mariscal de camp Frederick Roberts, primer Earl Roberts, cap a l'est, els Inniskillings foren actius al voltant de la ciutat de Middelburg la qual van conservar durant més de tres setmanes contra un enemic actiu. Posteriorment, Allenby portava als Inniskillings a l'avanç a Barberton i enfrontava als bòers al Llac Chrissie, durant el qual la divisió de cavalleria fou contínuament atacada pel bòers del Transvaal Oriental. La divisió de cavalleria es va dividir en diverses petites columnes, i Allenby rebia el comandament d'una d'aquests el gener de 1901.
El període de direcció de la columna va durar vuit mesos i va actuar a través de la Colònia del Transvaal, l'Estat Lliure d'Orange, Colònia de Natal i la Colònia del Cap - una superfície igual a la d'Alemanya, França i els Països Baixos junts. La tàctica de fusellers mòbils (riflemen) donava bon resultat per la manca de ferrocarrils, carreteres asfaltades i la vastitud de l'àrea d'operacions. En el fons, la columna d'Allenby mai no va patir un revés o va perdre un comboi durant aquest període de la guerra - un destí que si van patir la majoria dels comandants de columna com a mínim una vegada fins al final de la guerra. Allenby fou atrevit i vigorós en la recerca de l'enemic, sens dubte ajudat pel seu bon estat físic. La columna sota el seu comandament va variar, encara que normalment constava de dos regiments, una bateria d'artilleria de cavall, un canó de gran abast i la meitat d'un batalló d'infanteria. Aquesta força estava normalment ocupada en tasques fatigoses que suposaven marxar durament, treballs de vigilància al vespre i poca perspectiva de veure l'enemic. A primers de 1901, la columna operava al costat d'altres sota la direcció de French al Transvaal Oriental en operacions contra Louis Botha. A la primavera, la columna operava prop de la frontera de Swazilàndia, en què la forta pluja feia que el moviment per homes i cavalls fos ben difícil, provant la voluntat dels homes i dels seus comandants. Durant les setmanes prèvies a l'estiu, la columna va avançar cap al nord per operar prop de Middelburg i llavors va estar molts mesos operant al Transvaal occidental al voltant de les muntanyes de Magaliesburg. Les seves cartes a casa, a la seva muller, començaven a incloure crítiques notables d'oficials superiors i generals amb "menys cervell o llom que una nina de segó". La columna d'Allenby va rebre la promesa d'un descans però aviat es trobava dins Natal i llavors abans d'octubre, operant al voltant de Zululàndia. Allenby va demanar a Lord Kitchener, comandant britànic a Sud-àfrica, descans per la seva columna extenuada, i se li va prometre una quinzena. Tanmateix, la columna d'Allenby fou cridada per ajudar a una altra columna de l'Exèrcit Britànic que havia patit un considerable derrota a Bakenlaagte, i va passar la resta de 1901 a Transvaal oriental.
Cap al final de 1901, Allenby es va posar malalt de grip i passava el permís de deu dies a Durban. Havent estat embolicat tothora en guerra en el camp durant dos anys, sense vacances o allotjament, estava mostrant senyals considerables de pressió, i ka seva dona se li va reunir a Sud-àfrica. Arribava el maig de 1902, després que la columna d'Allenby hagués entrat en combat al Transvaal i nord de la Colònia de Riu Orange. El 31 de maig de 1902, la Pau de Vereeniging fou signada, i formalment acabava la guerra. Allenby s'havia mostrar com a valent, dedicat, bon treballador i enginyós en el comandament i es va guanyar els aplaudiments tant de Roberts com de Kitchener. Junt amb altres comandants de columna notables, Haig, Herbert Plumer i Julian Byng, Allenby fou marcat per a futura promoció, acabant la guerra com a coronel.

## Anys entre guerres
Retornà a la Gran Bretanya el 1902, sent posat al capdavant del 5è de Llancers Reials Irlandesos i fou estacionat a Anglaterra fins al 1905. Promogut a Brigadier general, Allenby passava a Colchester per assumir el comandament de la de la 4a Brigada de Cavalleria. El 1909, als 48 anys, se'l promovia una altra vegada al rang de Major General - a causa de la seva gran experiència en cavalleria fou nomenat Inspector General de Cavalleria el 1910, amb seu La Guàrdia de Cavalleria a Londres. Allenby fou inspector general en un temps difícil - les Guerres Bòer la Guerra Russo-japonesa havien ajudat el sorgiment de dos punts de vista que diferien quant al paper de cavalleria en la guerra moderna. Mentre un bàndol afavoria l'acció de xoc i tenia fe en l'eficàcia de l'espasa i llança, el contrari afirmava que el futur de la cavalleria era servint d'infanteria muntada. Allenby va optar per un camí mitjà, en el qual la importància de la potència de foc s'emfatitzava a través de la introducció de la metralladora i la formació del cavallers en tàctiques d'infanteria, mentre l'alternativa de confiar en accions de xoc on fos necessari era mantinguda oberta. Havent estudiat la geografia de la França del Nord, i després d'assistir a maniobres de la cavalleria francesa, Allenby subratllava la importància de la cavalleria en la retirada, reconeixent que la seva habilitat proporcionava cobertura per la infanteria que es retirava. Amb responsabilitats creixents, l'element amable en el caràcter d'Allenby, disminuïa progressivament, i es va fer desagradable a molts oficials subordinats de la cavalleria i als soldats. Les seves inspeccions eren vigoroses i la seva manera abrupte. A més, la pedanteria d'Allenby en la presentació fou ressentida per aquells cavallers sota inspecció. Aquests trets repel·lents i l'estatura física d'Allenby va portar a altres a referir-se a ell com "El Brau".

## Primera Guerra Mundial

### Front Occidental
Durant la Primera Guerra Mundial inicialment va servir al Front Occidental. En esclatar la guerra una Força Expeditionary Britànica (BEF) fou enviada a França; constava de quatre divisions d'infanteria i una divisió de cavalleria, l'última manada per Allenby, que es va distingir quan la seva unitat cobria la retirada després de la batalla de Mons. Mentre la BEF s'expandia en mida fins a dos Exèrcits, se'l premiava sent nomenat comandant dels cossos de cavalleria. El 1915 manava el V Cos durant la segona Batalla d'Ypres i a l'octubre prenia el comandament del Tercer Exèrcit Britànic. Tanmateix a la batalla d'Arras a la primavera de 1917, les seves forces fracassaven en un intent d'avançada i se'l va substituir per Julian Byng el 9 de juny. Una raó significativa per a la seva pèrdua de comandament i el trasllat fou la seva enemistat, que continuava, amb el Mariscal de Camp Haig sobre matèries tàctiques. Poc després de la seva arribada a Egipte, s'assabentava que el seu fill, Michael, havia mort al Front Occidental per una bomba de l'artilleria alemanya.

### Egipte i Palestine

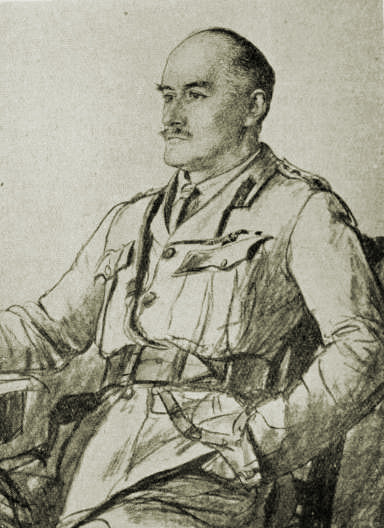
Dibuix d'Allenby en del diari "La Guerra" vers 1917

Allenby fou enviat a Egipte per ser fet comandant en cap de la Força Expedicionaria Egípcia (EEF) el 27 de juny de 1917, reemplaçant a Sir Archibald Murray. Allenby aviat va guanyar el respecte dels seus homes fent freqüentar visites a les tropes de primera línia (una cosa que Murray, que generalment executava les seves campanyes per comandament a distància des del Caire, rarament feia durant el seu comandament de la EEF) i movent el quarter general GHQ des del confortable El Caire a Rafah, molt més pròxim a les primeres línies a Gaza. La seva disposició habitual de disciplina i organització es va posar en relleu i va organitzar les fins ara forces dispars de l'EEF en tres cossos - el XX i XXI cossos d'infanteria, i el Cos Muntat del Desèrt, constituït principalment per la Cavalleria Lleugera Australiana. Un dels primers moviments d'Allenby fou donar suport als esforços de T. E. Lawrence entre els àrabs amb 200.000 £ al mes. Molts dels homes d'Allenby deien després de la guerra que estaven disposats a tolerar el que fos tan estricte i rígid perquè donava la impressió que estava en control de la situació, una sensació que Murray mai no va inspirar en els seus soldats.
Havent reorganitzat les seves forces regulars Allenby va guanyar la Tercera Batalla de Gaza (31 d'octubre - 7 de novembre de 1917) sorprenent els defensors amb un atac a Beersheba.

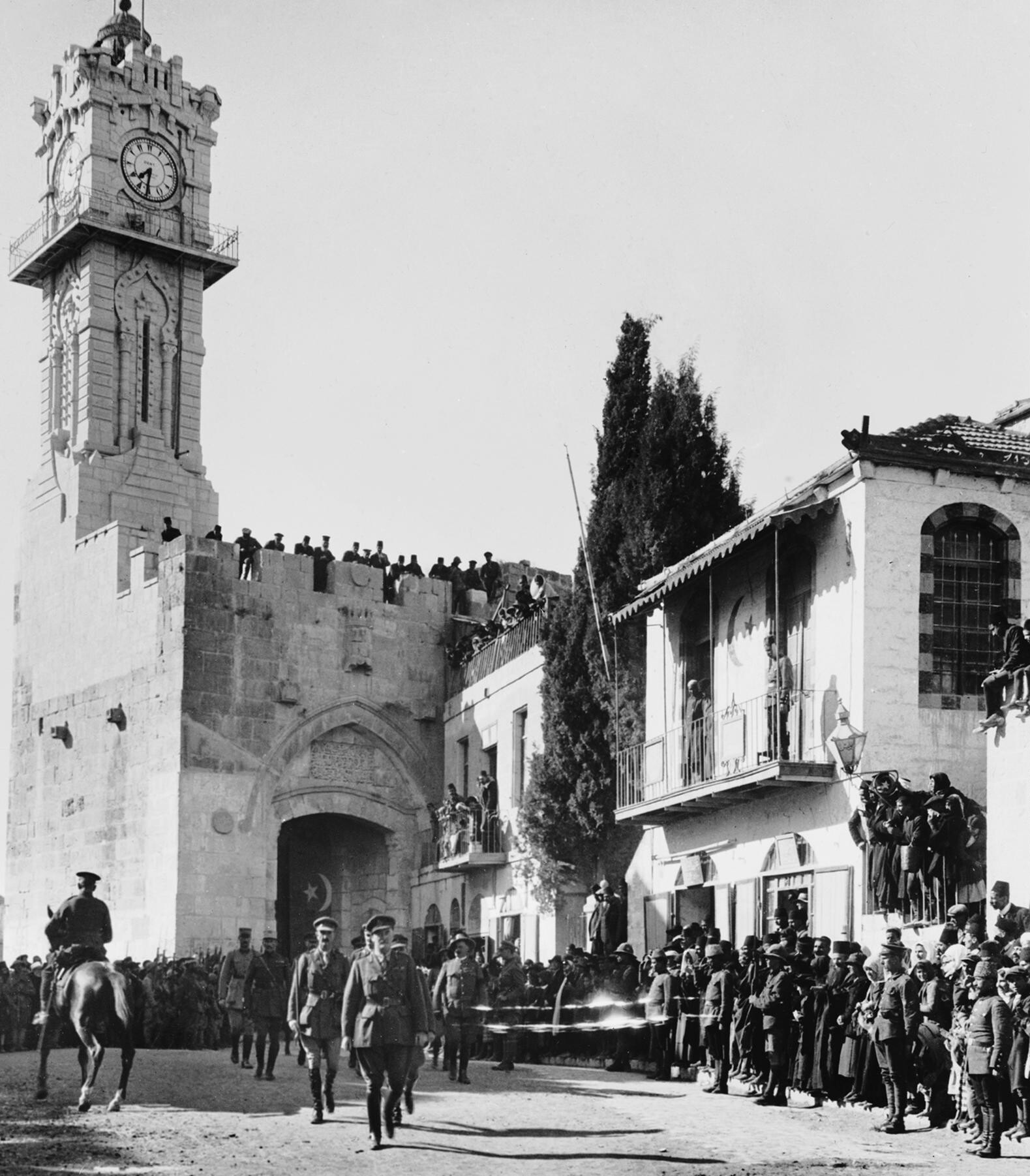
El victoriós General Allenby descavalcat, entra a Jerusalem a peu fora per respecte per la Ciutat Sagrada, 11 de desembre de 1917

La seva va avançar cap en direcció nord cap a Jerusalem, els otomans foren derrotats a Mughar Ridge (Junction Station o Estació de Bifurcació, 10-14 novembre) i Jerusalem fou capturada el 9 de desembre de 1917.

### Honrant Jerusalem a peu
Encara que era un gran mestre de la guerra de cavalleria, abans d'entrar a Jerusalem, Allenby va descavalcar i juntament amb els seus oficials, va entrar a la ciutat a peu a través de la Porta de Jaffa, pel seu gran respecte per l'estatus de Jerusalem com a Ciutat Sagrada important pel judaisme, cristianisme i islam (vegeu la seva proclamació de llei marcial més avall). Posteriorment manifestava al seu informe oficial:
"...Vaig entrar a la ciutat oficialment al migdia de l'11 de desembre, amb alguns membres del meu personal, els comandants dels destacaments francesos i italians, els caps de les missions polítiques, i els agregats militars de França, Itàlia, i Amèrica... La processó anava tota a peu, i a la porta de Jaffa vaig ser rebut pels guardes que representaven Anglaterra, Escòcia, Irlanda, País de Gal·les, Austràlia, Nova Zelanda, l'Índia, França i Itàlia. La població em va rebre bé... "

### Victòria d'Orient Mitjà
L'ofensiva alemanya al Front Occidental significava que Allenby estava sense reforços i després que les seves forces fracassessin a capturar Amman el març i abril de 1918 va aturar l'ofensiva. L'arribada de noves tropes des de l'Imperi (específicament d'Austràlia, Nova Zelanda, Índia i Sud-àfrica) portaren a la represa d'operacions l'agost de 1918. Després d'una sèrie de moviments enganyosos, la línia otomana fou trencava a la batalla de Megiddo (19-21 de setembre de 1918) i la cavalleria Aliada avançava completament i bloquejava la retirada turca. L'EEF llavors va avançar a marxes forçades, (unes 60 milles en 55 hores per la cavalleria, mentre la infanteria avançava unes 20 milles al dia) trobant-se una resistència mínima; Damasc queia l'1 d'octubre, Homs el 16 d'octubre i Alep el 25 d'octubre. Turquia es rendia 30 d'octubre de 1918.

## Promocions
Allenby fou nomenat Mariscal de camp el 1919, i el 7 d'octubre d'aquell fou creat Vescomte Allenby, de Megiddo i de Felixstowe al comtat de Suffolk. Romania a l'Orient Mitjà com Alt Comissionat per a Egipte i el Sudan fins a 1925, i era instrumental en la creació de l'Egipte sobirà.
Allenby durant aquests anys sembla que va fer un cert nombre de visites dins de la Gran Bretanya per complir deures militars i obligacions cíviques. Per exemple, hi ha un discurs seu existent amb relació a la dedicació d'una Creu de Sacrifici al Cementiri de Hamilton Road, a Deal, Kent. Això descriu Allenby com un home profundament religiós que no podia oblidar el sofriment i morts dels soldats que lluitaven sota el seu comandament o el d'altres en la Gran Guerra.
El 7 de maig de 1927 fou convidava a posar la primera pedra de l'església de Sant Andreu, a Jerusalem - una església d'Escòcia construïda en memòria dels soldats escocesos que lluitaren i morien sota la seva direcció a la regió durant la Primera Guerra Mundial.
Es va retirar el 1925, i moria sobtadament d'un aneurisma cerebral el 14 de maig de 1936, a Londres. Les seves cendres estan enterrades a l'Abadia de Westminster.

## Proclamació de Jerusalem
Proclamació oficial de Sir Edmund Allenby de la llei marcial després de la caiguda de Jerusalem, 9 de desembre de 1917:
- "Als habitants de Jerusalem la Beneïda, i el poble que viu a la seva proximitat:
- La derrota infligida als turcs per les tropes sota el meu comandament ha ocasionat l'ocupació de la seva ciutat per les meves forces. Jo, per això, aquí ara la proclamo sota la llei marcial, sota quina forma d'administració romandrà mentre les consideracions militars ho facin necessari.
- Tanmateix, si algun de vostès està alarmat a causa de la seva experiència a les mans de l'enemic que s'ha retirat, d'ara endavant els informo que és el meu desig que totes les persones puguin seguir en el seu negoci legítim sense por d'interrupció.
- a més, ja que la seva ciutat es veu amb afecte pels partidaris de tres de les grans religions de la humanitat i el seu sòl ha estat consagrat per les oracions i pelegrinatges de multitud de gent devota d'aquestes tres religions durant molts segles, per això, faig saber a vostès que cada edifici sagrat, monument, lloc sant, santuari, lloc tradicional, donació, llegat pietós, o lloc normal d'oració de qualsevol forma de les tres religions serà mantingut i protegit segons el costum existent i creences d'aquells a la fe del qual són consagrats.
- Guardians s'han establert a Betlem i a la Tomba de Raquel. La cova dels Patriarques a Hebron s'ha posat sota control musulmà exclusiu.
- als custodis hereditaris a les portes del Sant sepulcre se'ls ha demanat seguir els seus acostumats deures en el record de l'acte magnànim del califa Úmar ibn al-Khattab, que va protegir aquesta església."

(Font: Source Records of the Great War, Volum V, edició Charles Francis Horne, Exalumnes Nacionals 1923)

## Llegat

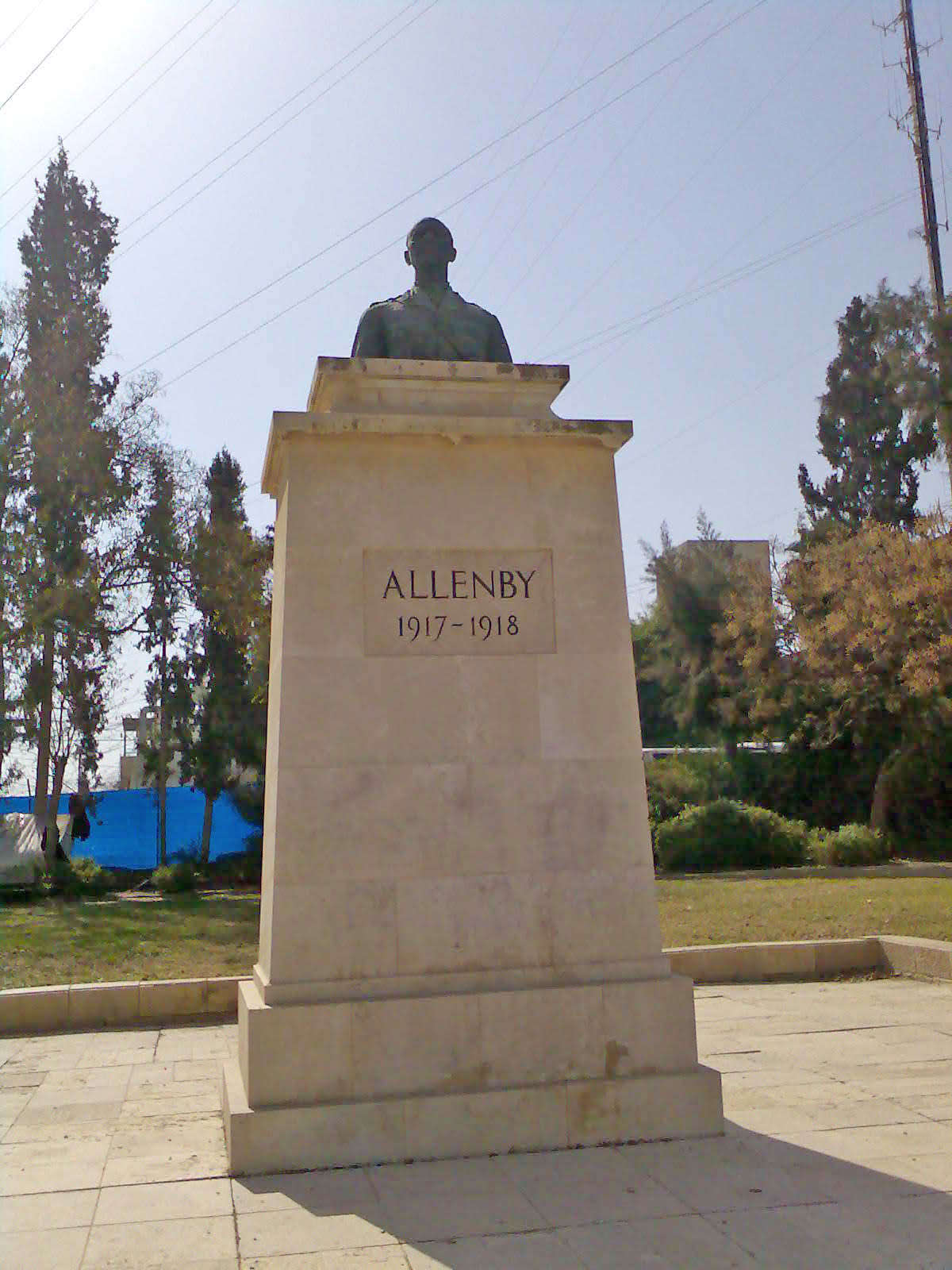
El monument a Allenby a Beersheba

Allenby, a la Colúmbia Britànica, Canadà, una ciutat fantasma de mineria de coure al Districte de Similkameen prop de la ciutat de Princeton, s'anomena així en el seu honor; el proper Llac Allenby va agafar el nom de la ciutat. Hi ha una carretera a Aldershot, Hampshire, Anglaterra, anomenada per Allenby. Els Jardins d'Allenby, un suburbi d'Adelaida, Austràlia del Sud també s'anomenen en el seu honor.
Allenby suposadament una vegada va dir que la gent hauria de visitar un museu de guerra per assabentar-se d'ell, però que Lawrence d'Aràbia es recordaria i seria convertit un nom domèstic. Aquesta citació fou utilitzada per Robert Bolt a la pel·lícula Lawrence d'Arabia.

### A Israel
Tant Tel-Aviv com Haifa tenen un carrer principal anomenat pel general Allenby, i un dels principals ponts sore el riu Jordà, entre el regne de Jordània i Israel és el Pont d'Allenby. A Jerusalem, un dels camps principals de l'Exèrcit Britànic durant el període de mandat es coneixia com a "Allenby Camp", i encara que ja no és utilitzat per l'IDF, la localització és encara coneguda per aquest nom; té una mica d'importància política en ser el lloc reservat per aixecar una ambaixada dels EUA a Jerusalem, si es donen les condicions polítiques i diplomàtiques per moure l'ambaixada de la seva localització present a Tel-Aviv. Conjuntament, israelians i palestins, fins i tot si no sempre sabent tots els detalls de la biografia d'Allenby, estan molt familiaritzat amb el seu nom.
Tel-Aviv, el 1917 una ciutat fundada només uns quants anys abans, va patir en gran manera de les autoritats otomanes que consideraven sospitosos els seus habitants de tendències probritàniques (no totalment sense motiu) i els van deportar en massa abans de l'arribada de les tropes d'Allenby. Alguns foren forçats a arrossegar-se fins a Damasc. Després de la victòria britànica van poder retornar a la seva ciutat i consideraven a Allenby literalment el seu salvador, anomenant en honor seu el que era el carrer principal de Tel-Aviv i el focus de vida econòmica i política fins a finals dels anys 1940.

## En la cultura popular
La publicitat que envoltava les proeses d'Allenby a l'Orient Mitjà fou al seu punt més alt a Gran Bretanya en les seqüeles immediates de la Primera Guerra Mundial.
Lowell Thomas, el periodista americà emprenedor que va ajudar a convertir a T. E. Lawrence en un nom conegut a tot el món durant la dècada del 1920-1930, escrivia d'Allenby d'una manera molt agraïda al seu llibre Amb Lawrence a Arabia i el promovia junt amb Lawrence a la seva pel·lícula documental Amb Allenby a Palestina i Lawrence a Arabia, cobrint la campanya de l'Orient Mitjà. Thomas havia entrevistat Allenby unes quantes vegades durant el curs de la guerra, i era de fet Allenby qui va suggerir l'ús de Thomas Lawrence com a tema.
A la pel·lícula Lawrence Of Arabia (1962), que descriu la Rebel·lió Àrab durant la Primera Guerra Mundial, a Allenby se li dona una part essencial i és representat per Jack Hawkins en un dels seus papers més coneguts. El retrat d'ell fou vist tanmateix per alguns com negatiu. És descrit com sent un oficial interessat només a manipular Lawrence per a raons militars pràctiques, la qual cosa era indubtablement veritable almenys en part, encara que en la vida real Lawrence i Allenby pensaven molt altament l'un en l'altre i romangueren en correspondència durant anys després de la guerra. Lowell Thomas en particular era crític amb el retrat de la pel·lícula d'Allenby, dient que a Hawkins li faltava la "presència" i força d'Allenby. Els descendents d'Allenby estaven tan preocupats sobre el seu retrat que van emetre una queixa formal contra Columbia Pictures per la descripció del seu avantpassat. Hawkins estava d'acord amb la queixa però mantenia que això era inevitable, ja que la pel·lícula era sobre Lawrence i no sobre Allenby.